# Spathius chichijimus
Spathius chichijimus är en stekelart som beskrevs av Sergey A. Belokobylskij och Maeto 2008. Spathius chichijimus ingår i släktet Spathius och familjen bracksteklar. Inga underarter finns listade i Catalogue of Life.